# Bushe River 207
Bushe River 207 est une réserve indienne de la bande des Dene Tha' située en Alberta au Canada.

## Géographie
Bushe River 207 est située dans le Nord-Ouest de l'Alberta. La réserve couvre une superficie de 11 167,5 hectares.

## Démographie
Selon le Recensement du Canada de 2011 de Statistiques Canada, Bushe River 207 a une population de 492 habitants. 61,9 % de cette population a l'anglais come langue maternelle tandis que 38,1 % a une langue non officielle en tant que langue maternelle ; 91,9 % de ces derniers ont le déné comme langue maternelle et 5,4 % ont le cri. Toute la population de Bushe River 207 connait l'anglais et aucun ne connait le français. 80,6 % de la population utilise le plus souvent l'anglais à la maison tandis que 16,3 % utilise plus souvent le déné et 3,1 % utilise à la fois plus souvent l'anglais et une langue non officielle.
| Année | Population |
| ----- | ---------- |
| 1996  | 166        |
| 2001  | 318        |
| 2006  | 400        |
| 2011  | 492        |